# Seznam medailistů na halovém mistrovství světa – tyč

## Muži
| Rok  | Místo        | Zlato                            | Výkon vítěze                     | Stříbro                          | Bronz                            |
| ---- | ------------ | -------------------------------- | -------------------------------- | -------------------------------- | -------------------------------- |
| 1985 | Paříž        | Sergej Bubka                     | 575 cm                           | Thierry Vigneron                 | Vasilij Bubka                    |
| 1987 | Indianapolis | Sergej Bubka                     | 585 cm                           | Earl Bell                        | Thierry Vigneron                 |
| 1989 | Budapešť     | Radion Gataullin                 | 585 cm                           | Grigorij Jegorov                 | Joe Dial                         |
| 1991 | Sevilla      | Sergej Bubka                     | 600 cm                           | Viktor Ryženkov                  | Ferenc Salbert                   |
| 1993 | Toronto      | Radion Gataullin                 | 590 cm                           | Grigorij Jegorov                 | Jean Galfione                    |
| 1995 | Barcelona    | Sergej Bubka                     | 590 cm                           | Igor Potapovič                   | Okkert Brits Andrei Tivontchik   |
| 1997 | Paříž        | Igor Potapovič                   | 590 cm                           | Lawrence Johnson                 | Maxim Tarasov                    |
| 1999 | Maebaši      | Jean Galfione                    | 600 cm                           | Jeff Hartwig                     | Danny Ecker                      |
| 2001 | Lisabon      | Lawrence Johnson                 | 595 cm                           | Tye Harvey                       | Romain Mesnil                    |
| 2003 | Birmingham   | Tim Lobinger                     | 580 cm                           | Michael Stolle                   | Rens Blom                        |
| 2004 | Budapešť     | Igor Pavlov                      | 580 cm                           | Adam Ptáček                      | Denys Jurčenko                   |
| 2006 | Moskva       | Brad Walker                      | 580 cm                           | Alhaji Jeng                      | Tim Lobinger                     |
| 2008 | Valencie     | Jevgenij Lukjaněnko              | 590 cm                           | Brad Walker                      | Steven Hooker                    |
| 2010 | Dauhá        | Steven Hooker                    | 601 cm                           | Malte Mohr                       | Alexander Straub                 |
| 2012 | Istanbul     | Renaud Lavillenie                | 595 cm                           | Björn Otto                       | Brad Walker                      |
| 2014 | Sopoty       | Konstadinos Filippidis           | 580 cm                           | Malte Mohr                       | Jan Kudlička                     |
| 2016 | Portland     | Renaud Lavillenie                | 602 cm                           | Sam Kendricks                    | Piotr Lisek                      |
| 2018 | Birmingham   | Renaud Lavillenie                | 590 cm                           | Sam Kendricks                    | Piotr Lisek                      |
| 2020 | Nanking      | zrušeno kvůli pandemii covidu-19 | zrušeno kvůli pandemii covidu-19 | zrušeno kvůli pandemii covidu-19 | zrušeno kvůli pandemii covidu-19 |
| 2022 | Bělehrad     | Armand Duplantis                 | 620 cm – RHMS                    | Thiago Braz da Silva             | Chris Nilsen                     |
| 2024 | Glasgow      | Armand Duplantis                 | 605 cm                           | Sam Kendricks                    | Emmanouil Karalis                |
| 2025 | Nanking      | Armand Duplantis                 | 615 cm                           | Emmanouil Karalis                | Sam Kendricks                    |

## Ženy
Ženy - od roku 1997

| Rok  | Místo      | Zlato                            | Výkon vítěze                     | Stříbro                               | Bronz                                |
| ---- | ---------- | -------------------------------- | -------------------------------- | ------------------------------------- | ------------------------------------ |
| 1997 | Paříž      | Stacy Dragilaová                 | 440 cm                           | Emma Georgeová                        | Cchaj Wej-jen                        |
| 1999 | Maebaši    | Anastasija Reibergerová          | 450 cm                           | Vala Flosadóttir                      | Nicole Humbertová Zsuzsanna Szabóová |
| 2001 | Lisabon    | Pavla Hamáčková                  | 456 cm                           | Světlana Feofanovová Kellie Suttleová | neudělena                            |
| 2003 | Birmingham | Světlana Feofanovová             | 480 cm                           | Jelena Isinbajevová                   | Monika Pyreková                      |
| 2004 | Budapešť   | Jelena Isinbajevová              | 486 cm                           | Stacy Dragilaová                      | Světlana Feofanovová                 |
| 2006 | Moskva     | Jelena Isinbajevová              | 480 cm                           | Anna Rogowská                         | Světlana Feofanovová                 |
| 2008 | Valencie   | Jelena Isinbajevová              | 475 cm                           | Jennifer Stuczynská                   | Fabiana Murerová Monika Pyreková     |
| 2010 | Dauhá      | Fabiana Murerová                 | 480 cm                           | Světlana Feofanovová                  | Anna Rogowská                        |
| 2012 | Istanbul   | Jelena Isinbajevová              | 480 cm                           | Vanessa Boslaková                     | Holly Bradshawová                    |
| 2014 | Sopoty     | Yarisley Silvaová                | 470 cm                           | Anželika Sidorovová Jiřina Svobodová  | neudělena                            |
| 2016 | Portland   | Jennifer Suhrová                 | 490 cm                           | Sandi Morrisová                       | Katerina Stefanidiová                |
| 2018 | Birmingham | Sandi Morrisová                  | 495 cm – RHMS                    | Anželika Sidorovová                   | Katerina Stefanidiová                |
| 2020 | Nanking    | zrušeno kvůli pandemii covidu-19 | zrušeno kvůli pandemii covidu-19 | zrušeno kvůli pandemii covidu-19      | zrušeno kvůli pandemii covidu-19     |
| 2022 | Bělehrad   | Sandi Morrisová                  | 480 cm                           | Katie Nageotteová                     | Tina Šutejová                        |
| 2024 | Bělehrad   | Molly Cauderyová                 | 480 cm                           | Eliza McCartneyová                    | Katie Moonová                        |
| 2025 | Nanking    | Marie-Julie Bonninová            | 475 cm                           | Tina Šutejová                         | Angelica Moserová                    |